# Zeljovići (ruralna cjelina)
Ruralna cjelina Zeljovići, ruralna cjelina zaseoka Zeljovićâ, u općini Dugom Ratu.

## Povijest
Zeljovići su smješteni na južnim padinama Mosora i okruženi poljoprivrednim površinama. Glavni seoski javni prostor je ispred crkve sv. Ante Padovanskog. Putovi unutar zaseoka popločani su kamenim oblucima, kogulama. Stambene kuće povezane su s gospodarskim objektima u sklopove organizirane u cjeline povezujući prezimenjake. Stambene kuće su katnice građene od klesanog kamena, ujednačenog rasporeda prozora i vrata uokvirenih kamenim pragovima. Dvoslivni krovovi stambenih i gospodarskih kuća su pokriveni kamenim pločama. Uz katnice su prizemne dimne kužine i gospodarski objekti koji zajedno formiraju dvorišta popločena kamenim pločama. Sačuvano je nekoliko tijesaka za grožđe i masline.

## Zaštita
Pod oznakom Z-3703 zavedena je kao nepokretno kulturno dobro - kulturno-povijesna cjelina, pravna statusa zaštićena kulturnog dobra, klasificirano kao "kulturno-povijesna cjelina".